# Sean Howe
Sean Howe é um jornalista e escritor estadunidense. Ele foi editor da Entertainment Weekly e The Criterion Collection. Em 2012, publicou o livro Marvel Comics: The Untold Story, após entrevistas mais de 150 pessoas que trabalharam ou tiveram alguma relação com a editora de quadrinhos Marvel. Em 2014, a edição brasileira do livro (Marvel Comics: A história secreta, editora Leya Brasil) ganhou o 26º Troféu HQ Mix na categoria "melhor livro teórico".